# Кавалеры ордена Святого Георгия IV класса Г
Кавалеры ордена Святого Георгия IV класса на букву «Г» 
Список составлен по алфавиту персоналий. Приводятся фамилия, имя, отчество; звание на момент награждения; номер по списку Григоровича — Степанова (в скобках номер по списку Судравского); дата награждения. Лица, чьи имена точно идентифицировать не удалось, не викифицируются. Курсивом выделены кавалеры, получившие орден за службу в частях Восточного фронта Русской армии во время Гражданской войны.

## Га
- Гааке, Яков Иванович; майор; № 5616; 29 ноября 1837
- Габаев, Василий Давидович; генерал-майор; 17 мая 1915
- Габаев, Илларион Глахич; майор; № 8283; 26 ноября 1849
- Габаев, Константин Николаевич; подполковник; 7 ноября 1916 (посмертно)
- Габаев, Яссон Егорович; подполковник; № 10155; 8 сентября 1859
- Габбин, Пётр Иванович; полковник; 10 июня 1917
- Габов, Павел Николаевич; подполковник; 24 апреля 1915
- Габуния, Пётр; подпоручик; 10 июня 1916 (посмертно)
- Гавловский, Фабиан Петрович; подполковник; № 5176; 1 декабря 1835
- Гавриленков, Иван Игнатьевич; полковник; № 4254; 7 января 1829
- Гавриленко-Погарский; подполковник; № 2895; 18 марта 1814
- Гаврилов, Афанасий Гаврилович; подполковник; № 10195; 26 ноября 1860
- Гаврилов, Василий Тимофеевич; войсковой старшина; 2 марта 1905
- Гаврилов, Василий Фёдорович; поручик; 15 марта 1915 (посмертно)
- Гаврилов, Виктор Валерианович; подпоручик; 13 января 1916
- Гаврилов, Михаил Васильевич; майор; № 4886; 25 декабря 1833
- Гаврилов, Павел Гаврилович; майор; № 8073; 26 ноября 1848
- Гаврилов, Сергей Петрович; поручик; 21 июня 1915 (посмертно)
- Гаврилов, Фёдор Павлович; подполковник; № 8225; 26 ноября 1849
- Гаврильченко, Гурий Евсеевич; прапорщик; 25 мая 1916
- Гаврино, Иван Егорович; капитан-лейтенант; № 3762; 26 ноября 1823
- Гаврино, Иосиф Егорович; полковник; № 5166; 1 декабря 1835
- Гаврино, Павел Осипович; капитан 2-го ранга; № 8905; 1 февраля 1852
- Гаврино, Степан Антонович; майор; № 7500; 12 января 1846
- Гавришев, Иосиф Пантелеевич; капитан; № 5896; 1 декабря 1838
- Гавришенков, Аргимон Андреевич; капитан-лейтенант; № 4134; 26 ноября 1827
- Гавро, Константин Павлович; генерал-майор; № 2309; 26 ноября 1811
- Гавронский, Денис Матвеевич; капитан; № 5887; 1 декабря 1838
- Гагарин, Александр Иванович; генерал-майор; № 8347; 26 ноября 1850
- Гагарин, Василий Андреевич; лейтенант; № 138 (117); 9 июля 1771[1]
- Гагарин, Иван Алексеевич; подпоручик; № 829 (442); 25 марта 1791
- Гагарин, Иван Петрович, премьер-майор; № 150 (129); 19 августа 1771
- Гагарин, Павел Сергеевич; полковник; № 248 (208); 26 ноября 1774
- Гагарин, Сергей Петрович; подполковник; 24 ноября 1917
- Гагарин, Фёдор Сергеевич; полковник; № 895 (469); 18 марта 1792
- Гагарин, Фёдор Фёдорович; майор; № 2747; 13 ноября 1813
- Гагемейстер (Гагенмейстер), Леонтий Андреевич (Андреянович); капитан 1-го ранга; № 4461; 18 декабря 1830
- Гагемейстер, Густав Андреевич; полковник; № 539 (261); 31 июля 1788
- Гаген, Альфред-Роберт Рейнович; штабс-капитан; 11 декабря 1915
- Гаген, Григорий Григорьевич; подполковник; № 7810; 26 ноября 1847
- Гагин, Павел Николаевич; майор; № 3468; 26 ноября 1819
- Гагин, Платон Николаевич; майор; № 5615; 29 ноября 1837
- Гагман, Захар Леонтьевич; капитан-лейтенант; № 2368; 26 ноября 1811
- Гагман, Эдуард Фёдорович; генерал-майор; № 8353; 26 ноября 1850
- Гагрин, Дмитрий Онуфриевич; премьер-майор; № 188 (160) 14 июля 1772
- Гадолин, Аксель Вильгельмович; генерал-майор; 9 мая 1871
- Гадяев, Степан Васильевич; подпоручик; 22 декабря 1916 (посмертно)
- Гаевский, Ефрем Иванович; майор; № 6066; 3 декабря 1839
- Гаевский, Пётр Викентьевич; поручик; 26 августа 1916
- Газенкампф, Александр Густавович; полковник; № 6466; 5 декабря 1841
- Гаибов, Фаррух Ага; поручик; 25 марта 1917
- Гайда, Радола; штабс-капитан; 12 июля 1917 (по другим данным — 25 сентября 1917)
- Гайда, Ченек; штабс-капитан; 25 сентября 1917
- Гайдаржи, Василий; прапорщик; 20 августа 1917 (посмертно)
- Гайдаров, Василий Фёдорович; подпоручик; 31 июля 1917 (посмертно)
- Гайдаров, Наум Касьянович; майор; 5 апреля 1878
- Гайнау, Юлиус Якоб фон; фельдмаршал-лейтенант австрийской службы; № 8140; 29 апреля 1849
- Гайтани, Константин Григорьевич; капитан-лейтенант; № 1439; 26 ноября 1802
- Гайтов, Пётр Николаевич; подполковник; № 9962; 26 ноября 1856
- Гак; капитан прусской службы; № 2920; 27 апреля 1814
- Гак; майор прусской службы; № 2969; 29 августа 1814
- Гакс, Карл Иванович; подпоручик; № 190 (162); 14 июля 1772
- Галаган, Александр Никитич; подпоручик; 24 ноября 1917 (посмертно)
- Галаев, Григорий Кириллович; капитан-лейтенант; № 9982; 26 ноября 1856
- Галаневич, Валериан Андрианович; поручик; 18 ноября 1916
- Галанчук, Николай Порфирьевич; капитан; 15 марта 1915
- Галате, Иосиф Гавриилович; полковник; № 8881; 1 февраля 1852
- Галатери-де-Жепола (Галито-де-Жепола), Габриель Николаевич; подполковник; № 1802 (788); 9 сентября 1807
- Галафеев, Алексей Евграфович; секунд-майор; № 990; 26 ноября 1792
- Галафеев, Аполлон Васильевич; полковник; № 4289; 23 октября 1829
- Галафеев, Иван Евграфович; премьер-майор; № 984; 26 ноября 1792
- Галафре, Даниил Даниилович фон; майор; № 4383; 19 декабря 1829
- Галафре, Фёдор Данилович фон; подполковник; № 5249; 1 декабря 1835
- Галахов, Александр Павлович; генерал-майор; № 8157; 26 ноября 1849
- Галахов, Семён Иванович; капитан; № 8298; 26 ноября 1849
- Галдин, Андриан Петрович; сотник; 11 августа 1877
- Галилеев, Александр Фёдорович; подпоручик; 31 декабря 1916 (посмертно)
- Галиновский, Иван Андреевич; майор; № 6605; 5 декабря 1841
- Галиновский, Игнатий Савельевич; подполковник; № 5229; 1 декабря 1835
- Галионка, Афанасий Яковлевич; майор; № 2132; 26 ноября 1809
- Галионка, Пётр Иванович; полковник; № 8372; 26 ноября 1850
- Галич, Николай Лаврентьевич; подполковник; № 5037; 3 декабря 1834
- Галкин, Андрей Александрович; поручик; 13 октября 1916
- Галкин, Валентин Георгиевич; подпоручик; 24 мая 1916 (посмертно)
- Галкин, Владимир Павлович; корнет; 13 января 1915
- Галлер, Карл Фёдорович; капитан; 4 августа 1877
- Галл, Роман Романович; контр-адмирал; № 1393; 26 ноября 1802
- Галлер, Альфред Петрович; подпоручик; 22 декабря 1917
- Галстянц, Самсон; прапорщик; 18 сентября 1918
- Галузевский, Иван Васильевич; капитан; № 6364; 11 декабря 1840
- Галузин, Николай Григорьевич; майор; № 7072; 4 декабря 1843
- Гальберг, Анатолий Михайлович фон; полковник; 27 января 1907
- Гальберг, Аполлон Карпович; поручик; № 249 (209); 26 ноября 1774
- Галье, Александр Карлович; майор; № 8272; 26 ноября 1849
- Галькевич, Григорий Лукич; поручик; 4 марта 1917
- Гальфтер, Виктор Петрович; полковник; 31 января 1915
- Гальяр, Луи-Дьердонне; бригадный генерал французской службы; 30 декабря 1878
- Гамалея, Иван Григорьевич; капитан-лейтенант; № 2150; 26 ноября 1809
- Гамалея, Иван Петрович; капитан 1-го ранга; № 4822; 25 декабря 1833
- Гамалий, Василий Данилович; сотник; 20 мая 1916
- Гамаль, Николай Фёдорович; штабс-капитан; 10 ноября 1916
- Гамбурцев, Александр Александрович; полковник; 24 апреля 1915
- Гамбурцев, Евгений Александрович; штабс-капитан; 19 апреля 1878
- Гамильтон, Егор Андреевич; капитан 1-го ранга; № 3236; 26 ноября 1816
- Гаммер, Николай Александрович; подполковник; № 4467; 18 декабря 1830
- Гампер, Богдан; премьер-майор; № 1250; 26 ноября 1795
- Гампер, Ермолай Ермолаевич; премьер-майор; № 1254; 26 ноября 1795
- Гамсахурдиа, Георгий Николаевич; полковник; 3 февраля 1915
- Ган, Александр Фёдорович; полковник; № 9060; 26 ноября 1853
- Ган, Алексей Фёдорович[2]; премьер-майор; № 1009; 26 ноября 1793
- Ган, Густав Фёдорович; секунд-майор; № 1257; 26 ноября 1795
- Ган, Евгений Густавович; подполковник; № 5748; 1 декабря 1838
- Ган, Егор Алексеевич; капитан; № 6132; 3 декабря 1839 (по данным послужного списка награждён в 1838 году)
- Ган, Егор Иванович[3]; полковник; № 6222; 11 декабря 1840
- Ган, Иван Яковлевич; майор; № 6335; 11 декабря 1840
- Ган, Пётр Алексеевич; капитан; № 6637; 5 декабря 1841
- Ган, Роберт Александрович; поручик; 27 января 1917
- Ган, Рудольф Августинович; прапорщик; 12 апреля 1878
- Гангардт, Иван Егорович; полковник; № 8651; 26 ноября 1851
- Гангеблов, Семён Георгиевич; генерал-майор; № 2715; 20 октября 1813
- Гандзюк, Яков Григорьевич; штабс-капитан; 19 сентября 1907
- Гандурин, Иван Константинович; полковник; 23 ноября 1904
- Ганецкий, Иван Степанович; полковник; № 8869; 1 февраля 1852
- Ганецкий, Николай Степанович; полковник; № 9556; 28 декабря 1854
- Ганжа, Пётр Иосифович; генерал-майор; № 2204; 26 ноября 1810[4]
- Ганзен, Вильгельм Васильевич; полковник; № 8366; 26 ноября 1850
- Ганзен, Карл Петрович; генерал-майор; № 8162; 26 ноября 1849
- Ганзиели, Георгий Спиридонович; прапорщик; № 10220; 19 августа 1863
- Ганич, Иван Христианович; майор; № 6320; 11 декабря 1840
- Ганичев, Лев; майор; № 4235; 25 декабря 1828
- Ганичев, Пётр Яковлевич; полковник; № 5121; 1 декабря 1835
- Ганкевич, Даниил Васильевич; подполковник; № 8703; 26 ноября 1851
- Ганкевич, Павел Леонтьевич; генерал-майор; № 6702; 3 декабря 1842
- Ганнибал, Яков Георгиевич; подполковник; 26 сентября 1916
- Гантимуров, Михаил Петрович; поручик; 2 января 1917
- Гантимуров, Николай Иннокентьевич; подпоручик; 4 апреля 1905
- Гантц, Юлиус Александрович; поручик; 27 января 1917
- Ганчинский, Фёдор Андреевич; подполковник; № 3509; 6 июня 1821
- Ганюк, Тимофей Аверкиевич; прапорщик; 25 сентября 1917 (посмертно)
- Гаппе, Фёдор Иванович; майор; № 9445; 26 ноября 1854
- Гараев, Николай Андреевич; поручик; № 6171; 28 февраля 1840
- Гаранин, Михаил Михайлович; сотник; 12 ноября 1917
- Гарбар-Гарбарев, Григорий Степанович; подпоручик; 28 ноября 1916 (посмертно)
- Гарбозюк, Тихон Антонович; поручик; 26 августа 1916
- Гарбуз-Бардзиловский, Александр Антонович; подполковник; № 6048; 3 декабря 1839
- Гарбуз-Гарбузенко, Степан Кузьмич; поручик; 5 мая 1917 (посмертно)
- Гардеенко, Андреян Семёнович; капитан; № 6659; 5 декабря 1841
- Гарднер, Пётр Петрович; полковник; № 9893; 12 января 1856
- Гарибян, Шаварш; подпоручик; 31 октября 1917 (посмертно)
- Гарижский, Илья Семёнович; капитан; № 5885; 1 декабря 1838
- Гарин, Михаил Андреевич; премьер-майор; № 1081; 26 ноября 1794
- Гарин, Николай Прокофьевич; полковник; № 9363; 26 ноября 1854
- Гарин, Тимофей Иванович; полковник; № 7568; 1 января 1847
- Гарковенко, Павел Естафьевич; полковник; 31 июля 1877
- Гаркушин, Аркадий Иванович; подпоручик; 18 ноября 1917
- Гармашевский, Виссарион Алексеевич; капитан; № 6134; 3 декабря 1839
- Гарменс, Фаддей Иванович; подполковник; № 1572; 26 ноября 1804
- Гарнаульт, Иван Иванович; полковник; № 1316; 26 ноября 1802
- Гаровников, Антон Иосифович; подпоручик; 9 сентября 1915
- Гарпе, Август Васильевич; полковник; № 2207; 26 ноября 1810
- Гарпе, Василий Иванович; полковник; № 1847; 26 ноября 1807
- Гарпе, Карл Карлович; подполковник; № 1512; 26 ноября 1803
- Гартинг, Иван Маркович; генерал-майор; № 2006; 26 ноября 1808
- Гартинг, Мартын Николаевич; полковник; № 2975; 17 сентября 1814
- Гартман, Борис Георгиевич (Егорович); полковник; 13 октября 1914
- Гартман, Владимир Евгеньевич; штабс-капитан; 9 сентября 1915
- Гарток, Вилим Васильевич фон; подполковник; № 428; 26 ноября 1785
- Гартонг, Андрей Андреевич; генерал-майор; № 8845; 1 февраля 1852
- Гартунг, Николай Иванович; полковник; № 3812; 12 декабря 1824
- Гарфен, Тимофей Иванович; подполковник; № 9396; 26 ноября 1854
- Гарцевич, Осип Дмитриевич; поручик; № 8830; 26 ноября 1851
- Гаспарини, Леопольд Леопольдович; подполковник; 19 мая 1915
- Гаспаров, Василий Петрович; штабс-капитан; 14 ноября 1916
- Гассабов, Борис Павлович; подполковник; 11 апреля 1917 (посмертно)
- Гассе; майор; № 2387 (1021); 26 декабря 1811
- Гаст; капитан прусской службы; № 2587; 14 июня 1813
- Гастфер, Отто Егорович фон; генерал-майор; № 3044; 26 ноября 1816[5]
- Гастфер, Отто Антонович; генерал-майор; № 9637; 26 ноября 1855
- Гасфорд, Густав Христианович; генерал-майор; № 5105; 1 декабря 1835
- Гаталин, Иван Андреевич; поручик; № 7526; 12 января 1846
- Гатовский, Владимир Николаевич; полковник; 31 октября 1917
- Гаугвиц, Ойген Вильгельм; генерал-майор[6] австрийской службы; № 2751; 10 декабря 1813 (de:Eugen Wilhelm Graf Haugwitz)
- Гаузен, Карл Васильевич; полковник; № 6417; 5 декабря 1841
- Гаузен, Карл Густавович; подполковник; № 6511; 5 декабря 1841
- Гаузенберг, Давид Павлович; подполковник; № 426; 26 ноября 1785
- Гаумбоум, Карл фон; подполковник; № 127 (106); 5 июля 1771
- Гачковский, Валентин Антонович; прапорщик; 29 июля 1916 (посмертно)
- Гацийский, Паулин Дементьевич; подполковник; № 9403; 26 ноября 1854
- Гашкевич, Николай Яковлевич; капитан; 13 октября 1914
- Гаярин, Василий Данилович; подполковник; № 6782; 3 декабря 1842

## Гв
- Гварджаладзе, Самсон Гиттоевич; поручик; 28 августа 1916 (посмертно)
- Гвоздиков, Николай Николаевич; подполковник; 13 января 1915 (посмертно)

## Ге
- Гебгардт, Карл Карлович; генерал-майор; № 4195; 25 декабря 1828
- Гебгарт, Карл Карлович фон; капитан 1-го ранга; № 2344; 26 ноября 1811
- Гебгарт, Фёдор Карлович; полковник; № 3564; 16 декабря 1821
- Гебель, Георгий Андреевич; подполковник; № 6765; 3 декабря 1842
- Гебель, Густав Иванович; подполковник; № 3462; 26 ноября 1819
- Гёбен, Август Карл фон фон; генерал от инфантерии прусской службы; 27 декабря 1870
- Гебенер, Павел Николаевич; полковник; № 3331; 12 декабря 1817
- Гегстрем, Евгений-Александр Элисович; полковник; 25 мая 1917
- Гедгорт, Егор Егорович; штабс-ротмистр; № 9513; 26 ноября 1854
- Гедевиц; волонтер, камергер прусского двора; № 2917; 27 апреля 1814
- Гедеман; подполковник прусской службы; № 3385; 25 марта 1818
- Гедеонов, Григорий Дмитриевич; лейтенант; № 9622; 16 ноября 1855
- Гедеонов, Дмитрий Яковлевич; капитан-поручик; № 825 (438); 25 марта 1791
- Гедеонов, Михаил Яковлевич; полковник; № 963; 26 ноября 1792
- Гедеонов, Пётр Дмитриевич; подполковник; № 7008; 4 декабря 1843
- Гедеонов, Пётр Иванович; полковник; № 377; 26 ноября 1783
- Гедич, Роман Алексеевич; прапорщик; 9 октября 1915 (посмертно)
- Гедримов, Игнатий Антонович; подполковник; № 3460; 26 ноября 1819
- Гезельшап, Карл Карлович фон; майор; № 6812; 3 декабря 1842
- Гей; прапорщик великобританской службы; № 181 (153); 15 января 1772
- Гейден, Логин Логинович; лейтенант; № 4385; 19 декабря 1829
- Гейден, Логин Петрович; контр-адмирал; 3482; 6 июня 1821
- Гейден, Фёдор Логинович; капитан; № 7722; 25 ноября 1847
- Гейденрейх, Иван Григорьевич; полковник; № 2465 (1098); 22 ноября 1812
- Гейденрейх, Эдуард Андреевич; полковник; № 8867; 1 февраля 1852
- Гейдукевич, Эдуард-Гавриил Николаевич; полковник; 17 апреля 1916
- Гейкинг, Христофор Иванович; генерал-поручик; № 547; 26 ноября 1788
- Гейман, Александр Александрович; полковник; 23 мая 1916
- Гейман, Эгон Феликсович; прапорщик; 9 сентября 1915 (посмертно)
- Геймовский, Владимир Александрович; подпоручик; 24 апреля 1915
- Гейниман, Христиан Иванович; капитан; № 9912; 7 апреля 1856
- Гейниц, Осип Осипович; полковник; № 2012; 26 ноября 1808
- Гейнсберг, Эрнест Эдуардович; поручик; 12 января 1917
- Гейнце, Отто Августович; полковник; 19 октября 1916
- Гейсмар, Фёдор Клементьевич; штабс-капитан; № 2592; 5 июля 1813
- Гейст, Альфонс-Герберт-Рейнгольд Робертович; прапорщик; 16 июля 1915 (посмертно)
- Гейциг, Матвей Иванович; подполковник; № 356; 26 ноября 1782
- Гек, Василий Фёдорович; подполковник; № 6263; 11 декабря 1840
- Геке, Карл Карлович; полковник; № 7549; 1 января 1847
- Гелинсберг, Антон Антонович фон; секунд-майор; № 709; 26 ноября 1789
- Геллер, Фёдор Карлович; полковник; № 5541; 29 ноября 1837
- Геллер, Фридрих; подполковник; № 104 (83); 8 марта 1771
- Геловани, Константин Леванович; подполковник; 6 июля 1915
- Гелошвили, Георгий Алексеевич; прапорщик; 26 сентября 1916 (посмертно)
- Гельвиг, Александр Яковлевич; полковник; № 3704; 26 ноября 1823
- Гельвиг, Густав Карлович; полковник; № 3560; 16 декабря 1821
- Гельвиг, Иван; секунд-майор; № 955; 26 ноября 1792
- Гельвиг, Фридрих фон; полковник прусской службы; около 1813—1815 годов (de:Friedrich von Hellwig)
- Гельвиг, Яков Евстафьевич фон; майор; № 903 (477); 18 марта 1792
- Гельд, Адольф Адамович; подполковник; № 3200; 26 ноября 1816
- Гельд, Карл Фёдорович; полковник; № 1765 (751); 26 апреля 1807
- Гельднер, Леопольд Антонович; майор; № 6845; 3 декабря 1842
- Гельмерс, Антон Антонович; майор; № 2670; 15 сентября 1813
- Гельмерсен, Александр Петрович; полковник; № 5366; 6 декабря 1836
- Гельмерсен, Бенедикт Андреевич; полковник; № 2104; 26 ноября 1809
- Гельмерсен, Богдан (1746 — после 1798)[7]; премьер-майор; № 697; 26 ноября 1789
- Гельфрейх, Богдан Борисович; подполковник; № 1744 (730); 28 марта 1807
- Гельфрейх, Егор Иванович; полковник; № 4071; 26 ноября 1827
- Гельфрейх, Карл Борисович; подполковник; № 1068 (553); 26 октября 1794
- Гембицкий, Зиновий, Константинович; поручик; 25 апреля 1915
- Гембицкий, Пётр Варфоломеевич; полковник; 22 мая 1915
- Гемельман, Владимир Иванович; капитан; № 4638; 25 декабря 1831
- Генералов, Афанасий Иванович; штабс-капитан; № 9514; 26 ноября 1854
- Гензелович, Константин Васильевич; подполковник артиллерии; 24 апреля 1915 (посмертно)[8]
- Гензель, Михаил Михайлович; подполковник; 31 июля 1917
- Геништа, Александр Владимирович; штабс-ротмистр; 26 сентября 1916 (посмертно)
- Генкель фон Доннерсмарк, Вильгельм Людвиг Виктор; полковник прусской службы; № 2777; 4 января 1814
- Геннерих, Василий Карлович; полковник; № 9889; 12 января 1856
- Геннинг, Александр Владимирович; подполковник; № 8482; 26 ноября 1850
- Геннинг, Максим Матвеевич; капитан-лейтенант; № 3598; 16 декабря 1821
- Геннингс, Вильгельм Александрович фон; генерал-майор; 12 октября 1917
- Генуш, Егор Христианович; майор; № 6326; 11 декабря 1840
- Генрих, принц Гессенский; 2 февраля 1871
- Генс, Григорий Фёдорович; полковник; № 4705; 21 декабря 1832
- Генс, Константин Карлович; майор; № 6597; 5 декабря 1841
- Георгий Карагеоргиевич, сербский королевич; 27 ноября 1914
- Гепперт, Георг фон; генерал-майор австрийской службы; № 3480; 26 апреля 1821 (нем. Georg von Geppert)
- Гепперт, Менрад фон; полковник австрийской службы; № 2959; 3 августа 1814
- Гепрат, Поль Эмиль; вице-адмирал французской службы; 12 августа 1916
- Гераков, Семён Васильевич; подполковник; № 3040; 26 ноября 1816
- Герасименко, Иван Михайлович; подъесаул; 23 мая 1916 (посмертно)
- Герасименко-Павловский, Онисим Иванович; подполковник; № 6055; 3 декабря 1839
- Герасимов, Александр Моисеевич; подполковник; № 9774; 26 ноября 1855
- Герасимов, Борис Аполлинарьевич; подполковник; 23 января 1919
- Герасимов, Евгений Михайлович; генерал-майор; 6 января 1917
- Герасимов, Егор Семёнович; полковник; № 7173; 17 декабря 1844
- Герасимов, Матвей Парфентьевич; подполковник; № 5034; 3 декабря 1834
- Герасимов, Михаил; прапорщик; 28 февраля 1919
- Герасимов, Осип; поручик; № 8586; 26 ноября 1850
- Герасимов, Пётр Моисеевич; полковник; № 6413; 5 декабря 1841
- Герасимовичев, Дмитрий Яковлевич; подпоручик; 19 марта 1917 (посмертно)
- Герачинский-Герачук, Борис Осипович; поручик; 25 сентября 1917
- Гербель, Василий Васильевич; генерал-майор; № 4194; 25 декабря 1828
- Гервей, Фельтон; полковник великобританской службы; № 3009; 6 августа 1815
- Герздорф, Александр Карлович; генерал-майор; № 5101; 1 декабря 1835[9]
- Герздорф, Арист Фёдорович фон; полковник; № 7558; 1 января 1847
- Герздорф, Иван Карлович; полковник; № 173; 26 ноября 1771
- Герздорф, Карл Максимович; премьер-майор; № 911 (485); 31 марта 1792
- Герздорф, Фёдор Фёдорович; полковник; № 122 (101); 20 июня 1771
- Герике, Иван Христофорович; подполковник; № 1964 (872); 20 мая 1808
- Геринг, Иван Фёдорович; генерал-майор; № 1521; 26 ноября 1803
- Геринг, Пётр Иванович; капитан 2-го ранга; № 5819; 1 декабря 1838
- Геринг, Пётр Фёдорович; майор; № 614 (298); 14 апреля 1789
- Геринг, Христиан Фёдорович; генерал-майор; № 1461; 15 декабря 1802
- Герич, Феликс Николаевич; майор; № 5267; 1 декабря 1835
- Геркен, Фёдор Иванович; капитан; № 7681; 1 января 1847
- Герм, Иоганес-Эдуард Юрьевич; прапорщик; 1 сентября 1917
- Герман, Александр Иванович; генерал-майор; № 4281; 22 сентября 1829[10][11]
- Герман, Василий Владимирович; капитан; 7 января 1916
- Герман, Готгард Фридрихович фон; полковник; № 6953; 4 декабря 1843
- Герман, Яков Валентинович; майор; № 4602; 16 декабря 1831
- Германс, Александр Фаддеевич; подполковник; № 7791; 26 ноября 1847
- Германс, Фёдор Фаддеевич; майор; № 5836; 1 декабря 1838
- Гермейер, Иван Карлович; подполковник; № 6992; 4 декабря 1843
- Гермес, Богдан Андреевич; действительный статский советник; № 1468; 15 декабря 1802
- Гернгросс, Александр Алексеевич; генерал-майор; 22 декабря 1900
- Гернгросс, Андрей Фёдорович; майор; № 1779 (764); 26 апреля 1807
- Гернгросс, Родион Фёдорович; полковник; № 2210 (988); 26 ноября 1810
- Гернгросс, Самуил Фёдорович; подполковник; № 5561; 29 ноября 1837
- Гернет, Николай Эдуардович; штабс-капитан; 4 марта 1917
- Гернет, Фердинанд Христофорович; полковник; № 4984; 3 декабря 1834
- Гернет, Эдуард Фёдорович; подполковник; № 6794; 3 декабря 1842
- Герник, Альберт Карлович; подполковник; 29 мая 1915
- Герсеванов, Николай Борисович; полковник; № 9677; 26 ноября 1855
- Герстфельд, Эдуард Иванович; генерал-майор; № 8348; 26 ноября 1850
- Гертлин, Фридрих фон; майор баварской службы; № 2996; 23 июня 1815
- Гертценберг, Даниил Даниилович; премьер-майор; № 863; 26 ноября 1791
- Гертык, Иосиф Иосифович; майор; № 7270; 17 декабря 1844
- Геруа, Александр Клавдиевич; полковник; № 3698; 26 ноября 1823
- Герценберг, Даниил Даниилович; подполковник; № 8479; 26 ноября 1850
- Герценберг, Даниил Иванович; полковник; № 1450; 26 ноября 1802
- Герцык, Антон Казимирович; полковник; № 9680; 26 ноября 1855
- Гершельман, Георгий Сергеевич; поручик; 13 октября 1914 (посмертно)
- Гершельман, Сергей Константинович; генерал-лейтенант; 8 сентября 1905
- Герштенцвейг, Владимир Каэтанович; полковник; 13 января 1915 (посмертно)
- Герштенцвейг, Даниил Александрович; генерал-майор; № 4319; 19 декабря 1829
- Гескет, Борис Сергеевич; штабс-капитан; 26 ноября 1916
- Геслинг, Александр Иванович; капитан-лейтенант; № 8738; 26 ноября 1851
- Гесс, Генрих фон[12]; фельдмаршал-лейтенант австрийской службы; № 7930; 16 сентября 1848
- Гессе, Карл Фёдорович; полковник; № 3815; 12 декабря 1824
- Гессе, Лукьян Максимович фон; подполковник; № 1479; 15 декабря 1802
- Гессе, Пётр Павлович; полковник; 23 декабря 1878
- Гессен, Василий Иванович; премьер-майор; № 509; 26 ноября 1787
- Гетман-Цепурдей, Алексей Яковлевич; майор; № 5059; 3 декабря 1834
- Гетцен, Егор Павлович; капитан 1-го ранга; № 1851; 26 ноября 1807
- Гетшель, Фёдор-Герман Эдуардович; капитан; 31 мая 1881
- Гецнер, Иосиф Игнатьевич; подполковник; № 9405; 26 ноября 1854
- Гечевич, Лев Викентьевич; генерал-майор; № 8597; 26 ноября 1851

## Гз
- Гзель, Александр Карлович; капитан; № 5081; 3 декабря 1834

## Ги
- Гибер-фон-Грейфенфельс, Глеб Николаевич; подпоручик; 1 июня 1916
- Гибнет, Александр Иванович; секунд-майор; № 708; 26 ноября 1789
- Гибс, Самуил Самуилович; капитан-лейтенант; № 284 (235); 26 ноября 1775
- Гибшман, Юлий-Рудольф-Вильгельм Христофорович; капитан; 10 ноября 1914
- Гиваде, Карл Юрьевич; полковник; № 1328; 26 ноября 1802
- Гигауров, Александр Рожденович; штабс-капитан; 11 сентября 1916 (посмертно)
- Гигель, Фридрих; капитан виртембергской службы; № 2967; 3 августа 1814
- Гиерт, Алексей Алексеевич; полковник; № 4576; 16 декабря 1831
- Гиждеу, Карл Львович; подполковник; 8 сентября 1905
- Гиждеу, Фаддей Фаддеевич; полковник; № 5379; 6 декабря 1836
- Гижицкий, Игнатий Иванович; полковник; № 1133 (562); 1 января 1795
- Гилейн, Карл Осипович; генерал-майор; № 5926; 3 декабря 1839
- Гилленшмидт, Яков Фёдорович; полковник; 29 марта 1906
- Гилленшмидт, Яков Яковлевич; полковник; № 3818; 12 декабря 1824
- Гиль, Фёдор Матвеевич фон; секунд-майор; № 989; 26 ноября 1792
- Гиллхаузен, Фридрих Вильгельм Конрад фон; капитан прусской службы; № 3314; 25 января 1817 (Gillhausen, Friedrich Wilhelm Conrad von, за Ватерлоо?)
- Гильдебрандт, Александр Михайлович; подполковник; № 7225; 17 декабря 1844
- Гильденштуббе, Александр Иванович; генерал-майор; № 7728; 26 ноября 1847
- Гильдервоф, Христиан Яковлевич; майор; № 1588; 26 ноября 1804
- Гильчевский, Константин Лукич; генерал-лейтенант; 21 октября 1916
- Гильшер, Георгий Владимирович; корнет; 15 мая 1917
- Гильяшевич, Иван Мартынович; полковник; № 5372; 6 декабря 1836
- Гимбут, Осип Васильевич; подполковник; № 5030; 3 декабря 1834
- Гиммель, Михаил Германович; прапорщик; 25 сентября 1917 (посмертно)
- Гин, Христофор Осипович фон; капитан-лейтенант; № 4006; 26 ноября 1826
- Гинан, Сергей Павлович; поручик; 25 марта 1916
- Гинглят, Фёдор Тимофеевич; капитан; № 10028; 25 января 1857
- Гинглятт, Тимофей Мартынович; полковник; № 9938; 26 ноября 1856
- Гине, Борис Егорович; полковник; № 3897; 26 ноября 1826
- Гине, Клеофаст Доминикович; полковник; № 8642; 26 ноября 1851
- Гине, Яков Егорович; полковник; № 2214; 26 ноября 1810
- Гинсар, Григорий Васильевич; капитан; № 7351; 17 декабря 1844
- Гинтергак, Отто; премьер-майор; № 316; 26 ноября 1780
- Гинтовт, Людвиг Иванович; полковник; № 3506; 6 июня 1821
- Гинц, Андрей Иванович; лейтенант; № 2041; 26 ноября 1808
- Гинцель, Александр Карлович; полковник; № 5556; 29 ноября 1837
- Гиппенрейтер, Александр Фёдорович; капитан; 23 сентября 1915
- Гиргас, Павел Густавович; подполковник; № 9779; 26 ноября 1855
- Гиргас, Фёдор Христианович; подполковник; № 7618; 1 января 1847
- Гиро, Юлиан Антонович; штабс-капитан; № 9516; 26 ноября 1854
- Гирс, Александр Карлович; поручик; № 2733; 20 октября 1813
- Гирш, Владимир Артурович; штабс-капитан; 27 сентября 1916
- Гирш, Иван Христианович; майор; № 2353; 26 ноября 1811
- Гирш, Игнатий Иванович; премьер-майор; № 382; 26 ноября 1783
- Гиршфельд, Василий Иосифович; штабс-капитан; 31 октября 1917 (посмертно)
- Гиршфельд, Иван Андреевич; полковник; № 1473; 15 декабря 1802
- Гиршфельд, Иосиф Викторович; капитан; 27 марта 1880
- Гисси, Антон Ильич; подполковник; № 8259; 26 ноября 1849
- Гиттис, Владимир Михайлович; капитан; 1 сентября 1915

## Гл
- Главацкий, Фёдор Васильевич; полковник; № 4799; 25 декабря 1833
- Глаголев, Константин Михайлович; прапорщик; 25 сентября 1917
- Гладкий, Осип Михайлович; полковник; № 4394; 1 января 1830
- Гладков, Абрам Васильевич; подпоручик; № 6896; 3 декабря 1842
- Гладков, Александр Павлович; полковник; № 5932; 3 декабря 1839
- Гладков, Иван Васильевич; генерал-лейтенант; № 3872; 26 ноября 1826
- Гладков, Сергей; прапорщик; 1 сентября 1917 (посмертно)
- Гладковский, Николай Аркадьевич; поручик; 25 сентября 1917
- Гладко-Сацкой, Михаил Антонович; подполковник; № 4365; 19 декабря 1829
- Гладыш, Фёдор Иванович; подполковник; № 9122; 26 ноября 1853
- Гладышев, Евграф Иванович; генерал-майор; № 4314; 19 декабря 1829
- Гладышев, Иван Петрович; капитан; № 8102; 26 ноября 1848
- Глазатов, Егор Иванович; капитан-лейтенант; № 3617; 16 декабря 1821
- Глазенап, Александр Григорьевич; полковник; № 4807; 25 декабря 1833
- Глазенап, Владимир Григорьевич; ротмистр; № 2930; 3 мая 1814
- Глазенап, Богдан Александрович фон; лейтенант; № 4911; 25 декабря 1833
- Глазенап, Григорий Иванович фон; подполковник; № 1236; 26 ноября 1795
- Глазенап, Карл Иванович фон; полковник; № 852; 26 ноября 1791
- Глазенап, Николай; капитан; № 621 (305); 14 апреля 1789
- Глазенап, Роман Григорьевич; генерал-майор; № 4304; 19 декабря 1829
- Глазенап, Христофор; подполковник; № 3568; 16 декабря 1821
- Глазков, Василий Терентьевич; штабс-капитан; 4 апреля 1917
- Глазов, Павел Михайлович; полковник; № 595 (279); 14 апреля 1789
- Глазырин, Роман Павлович; полковник; 27 января 1907
- Гласс, Фёдор; секунд-майор; № 873; 26 ноября 1791
- Глебов, Андрей Саввич; капитан; № 1703 (689); 12 апреля 1806
- Глебов, Василий Иванович; генерал-майор; № 1494; 15 декабря 1802[13]
- Глебов, Иван Александрович; ротмистр; 1814 (данные требуют дополнительной проверки)
- Глебов, Константин Николаевич; полковник; № 8630; 26 ноября 1851
- Глебович-Полонский, Иван Брунович; поручик; 24 октября 1904
- Глебовский, Александр Павлович; подполковник; 3 октября 1919
- Глинка-Маврин, Борис Григорьевич; генерал-майор; № 8158; 26 ноября 1849
- Глинка, Владимир Андреевич; генерал-майор; № 4427; 18 декабря 1830
- Глинка, Иван Петрович; полковник; № 3065; 26 ноября 1816
- Глиноецкий, Владимир Константинович; капитан; 9 ноября 1915
- Глинский, Владислав Антонович; поручик; 31 июля 1917
- Глинский, Иоаким Фелицианович; подполковник; № 5238; 1 декабря 1835
- Глинский, Роман Иосифович; штабс-капитан; 8 мая 1915
- Глоба, Демьян Васильевич; майор; № 4240; 25 декабря 1828
- Глоба, Михаил Александрович; штабс-капитан; 30 марта 1879
- Глоба-Михайленко, Автоном Дмитриевич; штабс-капитан; 26 августа 1916
- Глотов, Нил Григорьевич; полковник; № 7748; 26 ноября 1847
- Глотов, Сергей Иосифович; подпоручик; 14 ноября 1916 (посмертно)
- Глумаков, Дмитрий Яковлевич; штабс-капитан; 26 августа 1916
- Глухов, Алексей Григорьевич; подпоручик; № 2066 (937); 17 февраля 1809
- Глухов, Василий Алексеевич; подполковник; № 1578; 26 ноября 1804
- Глухов, Илья Алексеевич; капитан; № 1171 (601); 1 января 1795
- Глухов, Феофилакт Алексеевич; подполковник; № 3949; 26 ноября 1826
- Глуховский, Александр Иванович; подполковник; № 10243; 27 июня 1867
- Глуховский, Игнатий Игнатьевич; майор; № 5261; 1 декабря 1835
- Глуховский, Тимофей Игнатьевич; майор; № 5260; 1 декабря 1835
- Глушков, Иван Иванович; полковник; № 8200; 26 ноября 1849
- Глушков, Ираклий Васильевич; штабс-капитан; 25 сентября 1915
- Глушков, Михаил; майор; № 3358; 12 декабря 1817
- Глущенко, Иван Васильевич; прапорщик; 25 сентября 1917
- Глясс, Владислав-Александр Эдуардович; полковник; 6 августа 1915

## Гн
- Гнедич, Пётр Алексеевич; подполковник; № 6529; 5 декабря 1841
- Гнездовский, Филициан Матвеевич; подполковник; № 4718; 21 декабря 1832
- Гнилокишков, Пантелеймон Маркович; полковник; № 4978; 3 декабря 1834
- Гнилосиров, Василий Самойлович; капитан; № 6888; 3 декабря 1842
- Гноспелиус, Фёдор Христианович; подполковник; № 9147; 26 ноября 1853

## Го
- Гобронидзе, Моисей Алексеевич; поручик; 15 октября 1916
- Гобято, Леонид Николаевич; подполковник; 25 февраля 1907
- Говорецкий, Феофилакт Трофимович; майор; № 4750; 21 декабря 1832
- Говоров, Александр Иванович[14]; полковник; № 4436; 18 декабря 1830
- Говоров, Евгений Васильевич; полковник; 11 декабря 1915
- Говоров, Иван Петрович; генерал-майор; № 1540; 26 ноября 1803
- Гогель, Григорий Фёдорович; полковник; № 7950; 26 ноября 1848
- Гогель, Иван Григорьевич; генерал-майор; № 3628; 13 февраля 1823
- Гогель, Иван Иванович; генерал-майор; № 7534; 1 января 1847
- Гогель, Фёдор Григорьевич; полковник; № 1915 (821); 27 декабря 1807
- Гогенбах, Карл Карлович; полковник; № 6247; 11 декабря 1840
- Гогенлоэ-Ингельфинген, Крафт цу; генерал-лейтенант прусской службы; 27 декабря 1870
- Гогенлоэ-Лангенсбург, Людвиг; майор; № 1983 (891); 20 мая 1808
- Гогинов, Павел Александрович; подполковник; № 5568; 29 ноября 1837
- Гогинов, Пётр Александрович; подполковник; № 7208; 17 декабря 1844
- Гогичайшвили, Ростом; поручик; 22 декабря 1917 (посмертно)
- Гогленков, Григорий Петрович; штабс-капитан; 6 сентября 1917
- Годун, Степан Степанович; прапорщик; 25 мая 1916
- Гоголев, Пётр Михайлович; подполковник; № 694; 26 ноября 1789
- Годейн, Павел Петрович; генерал-майор; № 4300; 19 декабря 1829
- Годлевский Станислав Францевич; полковник; № 540 (262); 31 июля 1788
- Годлевский, Варфоломей; капитан; № 7700; 1 января 1847
- Годлевский, Иван Осипович; подполковник; № 5211; 1 декабря 1835
- Годлевский, Кирилл Осипович; подполковник; № 7217; 17 декабря 1844
- Годорожий-Чикаленко, Семён Васильевич; майор; № 5068; 3 декабря 1834
- Годц, Иван Степанович; майор; № 8752; 26 ноября 1851
- Гозиуш, Карл Карлович (старший); генерал-майор; № 6194; 11 декабря 1840
- Гозиуш, Карл Карлович (младший); подполковник; № 7596; 1 января 1847
- Гокинаев, Николай Степанович; войсковой старшина; № 9167; 26 ноября 1853
- Гоколов, Михаил Антонович; полковник; № 1324; 26 ноября 1802
- Голдин, Иннокентий Михайлович; штабс-капитан; 25 февраля 1907
- Голев, Иван Петрович; полковник; № 8378; 26 ноября 1850
- Голев, Павел Петрович; майор; № 5620; 29 ноября 1837
- Голега, Фёдор Сергеевич; прапорщик; 23 сентября 1915
- Голенищев-Кутузов, Егор Иванович; майор; № 7076; 4 декабря 1843
- Голенищев-Кутузов, Иван Егорович; инженер-генерал-майор; № 311; 26 ноября 1780
- Голенищев-Кутузов, Логин Иванович; подполковник; № 669 (354); 26 ноября 1789
- Голенищев-Кутузов, Михаил Илларионович; подполковник; № 269 (222); 26 ноября 1775
- Голенищев-Кутузов, Павел Яковлевич; подполковник; № 5413; 6 декабря 1836
- Голенко, Константин Петрович; лейтенант; № 9602; 11 мая 1855
- Голенковский, Михаил Андреевич; майор; № 3998; 26 ноября 1826
- Голенковский, Михаил Фёдорович; подполковник; № 6502; 5 декабря 1841
- Голенковский, Николай Антонович; майор; № 5830; 1 декабря 1838
- Голиков, Алексей Тимофеевич; майор; № 5280; 1 декабря 1835
- Голицын, Александр Михайлович[15]; капитан; № 4636; 25 декабря 1831
- Голицын, Александр Сергеевич; генерал-майор; № 9341; 26 ноября 1854
- Голицын, Александр Сергеевич; генерал-майор; № 8847; 1 февраля 1852
- Голицын, Андрей Михайлович; генерал-майор; № 5675; 1 декабря 1838
- Голицын, Борис Владимирович; капитан; № 1178 (608); 1 января 1795
- Голицын, Владимир Васильевич; генерал-майор; 5 февраля 1919
- Голицын, Владимир Сергеевич; штабс-капитан; № 3369; 12 декабря 1817
- Голицын, Дмитрий Борисович; подполковник; 17 марта 1882
- Голицын, Дмитрий Владимирович, ротмистр; № 1179 (609); 1 января 1795
- Голицын, Егор Алексеевич; поручик; № 1175 (605); 1 января 1795 (в списках отчество ошибочно указано как Сергеевич)
- Голицын, Михаил Михайлович; бригадир; № 163 (142); 5 октября 1771
- Голицын, Михаил Михайлович; генерал-майор; № 7540; 1 января 1847
- Голицын, Николай Сергеевич; полковник; № 8401; 26 ноября 1850
- Голицын, Николай Яковлевич; генерал-майор; № 4418; 18 декабря 1830[16]
- Голицын, Пётр Александрович; генерал-майор; № 1748 (734); 8 апреля 1807
- Голицын, Пётр Александрович; сотник; 24 апреля 1915
- Голицын, Сергей Сергеевич; подполковник; № 1962 (870); 20 мая 1808
- Голицын, Сергей Сергеевич; генерал-майор; № 7143; 17 декабря 1844
- Голицын, Сергей Фёдорович; полковник; № 236 (196); 26 ноября 1774
- Голицынский, Александр Николаевич; подполковник; 4 апреля 1905
- Голковский, Витольд; поручик; 18 ноября 1917
- Голлебен, Генрих фон; майор прусской службы; № 3310; 25 января 1817 (de:Heinrich von Holleben)
- Голобрюхов, Евграф Андреевич; подполковник; № 8705; 26 ноября 1851
- Головань, Сергей Александрович; капитан; 27 января 1907
- Головатый, Антон Андреевич; полковник; № 586 (270); 12 декабря 1789
- Головачёв, Дмитрий Богданович; капитан 2-го ранга; № 3248; 26 ноября 1816
- Головачёв, Дмитрий Петрович; полковник; № 1921 (827); 5 февраля 1808
- Головачёв, Иван; подполковник; № 1189 (619); 26 ноября 1795
- Головачёв, Константин Гаврилович; майор; № 5634; 29 ноября 1837
- Головачёв, Никита Трофимович; полковник; № 4572; 16 декабря 1831
- Головачёв, Николай Никитич; генерал-майор; № 10252; 31 октября 1868
- Головачёв, Павел Богданович; капитан-лейтенант; № 2032; 26 ноября 1808
- Головачёв, Пётр Богданович; лейтенант; № 2156; 26 ноября 1809
- Головачевский, Всеволод Александрович; подполковник; 31 мая 1917 (посмертно)
- Головачевский, Егор Дмитриевич; полковник; № 9353; 26 ноября 1854
- Головачевский, Константин Дмитриевич; генерал-майор; № 9649; 26 ноября 1855
- Головизнин, Владимир Семёнович; капитан 2-го ранга; 1 сентября 1917
- Головин, Александр Илларионович; генерал-майор; № 1309; 26 ноября 1802[17]
- Головин, Алексей Тимофеевич; полковник; № 6422; 5 декабря 1841
- Головин, Евгений Александрович; подполковник; № 2391 (1025); 14 января 1812
- Головин, Иван Максимович; капитан-лейтенант; № 3256; 26 ноября 1816
- Головин, Кирилл Тимофеевич; капитан; № 8296; 26 ноября 1849
- Головин, Михаил Иванович; полковник; 18 сентября 1917
- Головин, Николай Николаевич; генерал-майор; 9 декабря 1916
- Головин, Пётр Михайлович; полковник; 6 июля 1877
- Головин, Платон Дмитриевич; подполковник; № 9402; 26 ноября 1854
- Головин, Фёдор Гаврилович; генерал-майор; № 9044; 26 ноября 1853[18]
- Головин, Фёдор Сергеевич; премьер-майор; № 1061 (546); 15 сентября 1794
- Головинский, Алексей Васильевич; полковник; 6 декабря 1916
- Головинский, Андрей Александрович; подполковник; № 8000; 26 ноября 1848
- Головинский, Венедикт Васильевич; подполковник; № 9552; 23 декабря 1854
- Головков, Мануил Пахомович; поручик; 27 марта 1880
- Головнин, Василий Михайлович; лейтенант; № 1894; 26 ноября 1807
- Головнин, Владимир Викулович; лейтенант; № 4520; 18 декабря 1830
- Головня, Людвиг; капитан; № 9242; 26 ноября 1853
- Головня, Павел Гаврилович; капитан-лейтенант; № 1876; 26 ноября 1807
- Головской, Александр Александрович; подпоручик; 25 ноября 1916
- Гололобов, Василий Степанович; адъютант; № 1049 (534); 28 июня 1794
- Гололобов, Всеволод Порфирьевич; подполковник; 3 февраля 1915
- Гололобов, Семён Васильевич; капитан; № 9005; 1 февраля 1852
- Голостенов, Алексей Маркович; подполковник; № 6799; 3 декабря 1842
- Голоушев, Александр Фёдорович; полковник; № 5529; 29 ноября 1837
- Голохвастов, Иван; полковник; № 4347; 19 декабря 1829
- Голоченинов, Прохор; майор; № 612 (296); 14 апреля 1789
- Голошвилев, Андрей Леонтьевич; подполковник; № 6003; 3 декабря 1839
- Голощапов, Василий Иванович; генерал-майор; 23 мая 1916
- Голощапов, Григорий Фёдорович; штабс-капитан; № 1993 (901); 20 мая 1808
- Голощапов, Николай Иванович; войсковой старшина; 4 марта 1917
- Голтвинский, Каллинник Алексеевич; майор; № 7075; 4 декабря 1843
- Голубев, Владимир Степанович; прапорщик; 18 мая 1915
- Голубев, Евгений Иванович; подпоручик; 9 сентября 1915
- Голубинин, Ефим Васильевич; майор; № 8286; 26 ноября 1849
- Голубинский, Пётр; штабс-капитан; 11 декабря 1916
- Голубинцев, Всеволод; прапорщик; 10 июня 1916
- Голубинцев, Евгений Матвеевич; полковник; 30 июня 1917
- Голубицкий-Лебединский, Пётр Евфимович; подполковник; № 6002; 3 декабря 1839
- Голубов, Агафон Агафонович; подпоручик; 12 января 1917 (посмертно)
- Голубов, Николай Михайлович; штабс-капитан; 9 сентября 1915
- Голузевский, Александр Иванович; штабс-капитан; 26 ноября 1878
- Голушенко (Голоушенко), Владимир Николаевич; капитан; 21 июня 1915
- Голынский, Викентий Иванович; капитан-поручик; № 826 (439); 25 марта 1791
- Голышев, Алексей Петрович; прапорщик; 26 ноября 1917
- Голышев, Алексей Прокофьевич; подпоручик; 9 сентября 1915
- Голышев, Сергей Петрович; капитан; 12 февраля 1917
- Голышкин, Иван Иванович; капитан; № 9853; 26 ноября 1855
- Гольтгоер, Александр Фёдорович; полковник; № 7563; 1 января 1847
- Гольтгоер, Константин Александрович; генерал-майор; 30 января 1915
- Гольтгоер, Фёдор Григорьевич; генерал-майор; № 3062; 26 ноября 1816[19]
- Гольц; полковник прусской службы; № 2743; 4 ноября 1813
- Гольце, Георгий Борисович; штабс-капитан; 15 сентября 1917
- Гольцендорф, Карл Фридрих фон; майор прусской службы; № 2042 (913); 18 января 1809
- Гонгаров, Александр; подполковник; № 9160; 26 ноября 1853
- Гонольд, Пётр Иванович; подполковник; № 9129; 26 ноября 1853
- Гончаренко, Василий Данилович; полковник; № 6984; 4 декабря 1843
- Гончаренко, Яков Иванович; подпоручик; 19 мая 1915
- Гончаров, Борис Фёдорович; капитан; 1 июня 1915
- Гончаров, Михаил Фёдорович; штабс-ротмистр; 2901; 18 марта 1814
- Гончаров, Николай Данилович; поручик; 13 ноября 1916
- Гончаров, Николай; ротмистр; № 7514; 12 января 1846
- Гончаров, Степан Фёдорович; полковник; 14 июня 1915 (посмертно)
- Гоппер, Карл Иванович; подполковник; 11 декабря 1915
- Гора, Николай Иванович; подполковник; № 9714; 26 ноября 1855
- Гора, Ричард Антонович; подпоручик; 31 декабря 1916
- Горайский, Максимилиан Михайлович; полковник; 11 декабря 1915
- Горб, Григорий Ефимович; подпоручик; 19 сентября 1916
- Горб, Иван Иванович; майор; № 6859; 3 декабря 1842
- Горб, Иван Яковлевич; майор; № 8077; 26 ноября 1848
- Горб, Степан Григорьевич; майор; № 7478; 12 января 1846
- Горбаконь, Пётр Викторович; подполковник; 1 сентября 1915
- Горбань, Прокофий; поручик; 15 марта 1917
- Горбатовский, Владимир Николаевич; генерал-майор; 23 ноября 1904
- Горбачёв, Василий Павлович; генерал-майор; № 9045; 26 ноября 1853
- Горбачёв, Николай Алексеевич; полковник; 27 марта 1918 (посмертно)
- Горбачевский, Василий Романович; подполковник; № 6527; 5 декабря 1841
- Горбачевский, Витольд Антонович; подпоручик; 10 февраля 1917 (посмертно)
- Горбачевский, Владимир Николаевич; подполковник; 29 октября 1917 (посмертно)
- Горбачевский, Павел Николаевич; подпоручик; 14 июня 1915 (посмертно)
- Горбузов (Арбузов), Тимофей; прапорщик; 13 октября 1916
- Горбунов, Михаил Григорьевич (Егорович?); полковник; № 8418; 26 ноября 1850
- Горбунов, Николай Борисович; полковник; № 9091; 26 ноября 1853
- Горбунов, Сергей Аркадьевич; капитан; 3 июля 1915 (посмертно)
- Горбунов, Сергей Германович; подполковник; 26 августа 1916 (посмертно)
- Горбунцов, Егор Сергеевич; полковник; № 2060 (931); 17 февраля 1809
- Горголи, Иван Савич; полковник; № 1955 (862); 20 мая 1808
- Гордеев, Александр Дмитриевич; полковник; 5 мая 1917
- Гордеев, Афанасий Демидович; полковник; № 1956 (863); 20 мая 1808
- Гордеев, Пётр Михайлович; полковник; № 2413 (1046); 8 июня 1812
- Гордеев, Фёдор Константинович; корнет; 26 января 1917 (посмертно)
- Гордеев, Яков Фёдорович; полковник; № 3633; 13 февраля 1823
- Гордеенков, Василий Гаврилович; капитан; № 4640; 25 декабря 1831
- Гордымов, Егор Иванович; подполковник; № 4363; 19 декабря 1829
- Гордынский, Сергей Михайлович; прапорщик; 25 сентября 1917
- Горев, Александр Матвеевич; подполковник; № 9393; 26 ноября 1854
- Горелов, Григорий Фёдорович; прапорщик; 9 сентября 1915
- Горелов, Дмитрий Тимофеевич; подполковник; 27 января 1917
- Горелов, Фёдор Иванович; генерал-майор; 1 июня 1915
- Горемыкин, Дмитрий Мартынович; подполковник; № 456; 26 ноября 1786
- Горемыкин, Павел Денисович[20]; подполковник; № 3508; 6 июня 1821
- Горечушников, Илья Петрович; подпоручик; 24 ноября 1917 (посмертно)
- Горихвостов, Александр Захарьевич; подполковник; № 2565; 26 марта 1813
- Горич-Большой, Иван Петрович; генерал-майор; № 238 (198); 26 ноября 1774
- Горич-Меньшой, Иван Петрович; секунд-майор; № 275 (228); 26 ноября 1775
- Горишний, Аким Андреевич; прапорщик; 1 марта 1916 (посмертно)
- Горковенко, Арсений Николаевич; старший лейтенант; 3 декабря 1916 (посмертно)
- Горковенко, Марк Филиппович; капитан-лейтенант; № 3857; 12 декабря 1824
- Горкушенко, Иван Иванович; майор; № 9183; 26 ноября 1853
- Горленко, Иван Андреевич; ротмистр; № 2433 (1066); 4 сентября 1812
- Горлов, Василий Михайлович; полковник; № 5705; 1 декабря 1838
- Горлов, Константин; штабс-капитан; № 9520; 26 ноября 1854
- Горлов, Павел Афанасьевич; майор; № 6567; 5 декабря 1841
- Горн, Генрих Вильгельм; майор прусской службы; № 2044 (915); 18 января 1809
- Горн, Александр Александрович; полковник; 26 сентября 1916 (посмертно)
- Горнборг, Карл Иванович; капитан; № 2900; 18 марта 1814
- Горницкий, Людвиг Антонович; майор; № 6308; 11 декабря 1840
- Горностаев, Михаил Гаврилович; полковник; № 4327; 19 декабря 1829
- Горностаев, Фёдор Дмитриевич; полковник; 6 апреля 1915
- Горнстет, Евстафий Евстафьевич; майор; № 8968; 1 февраля 1852
- Городисский, Виктор Андреевич; поручик; 9 июля 1915
- Городынский, Леопольд Вячеславович; штабс-капитан; 7 июля 1917 (посмертно)
- Горонович, Андрей Кириллович; капитан; № 8793; 26 ноября 1851
- Горонович, Василий Николаевич; полковник; № 8624; 26 ноября 1851
- Горохов, Карп; майор; № 1453; 26 ноября 1802
- Горошко, Даниил Иванович; подпоручик; 22 августа 1917 (посмертно)
- Горошко, Пётр Яковлевич; подпоручик; 31 июля 1917
- Горощенко, Павел Иванович; штабс-капитан; 14 июня 1915
- Горский, Иосиф Иванович; капитан; 28 апреля 1878
- Горский, Лев Николаевич; полковник; № 9376; 26 ноября 1854
- Горский, Николай Иванович; полковник; № 5716; 1 декабря 1838
- Горский, Осип Иванович; майор; № 7649; 1 января 1847
- Горский, Осип-Юлиан Викентьевич; капитан; 23 сентября 1815[21]
- Горский, Ярослав Петрович; штабс-капитан; 22 декабря 1900
- Горстен, Иван фон; секунд-майор; № 787; 26 ноября 1790
- Горсткин, Пётр Николаевич; штабс-ротмистр; № 2528 (1161); 31 декабря 1812
- Горталов, Аполлон Петрович; подполковник; № 5753; 1 декабря 1838
- Горталов, Константин Фёдорович; полковник; № 4690; 21 декабря 1832
- Горталов, Фёдор Матвеевич; майор; 31 августа 1877 (посмертно)
- Горчаков, Александр Дмитриевич; полковник; № 9069; 26 ноября 1853
- Горчаков, Алексей Иванович; генерал-адъютант; № 615 (299); 14 апреля 1789
- Горчаков, Борис Владимирович; штабс-ротмистр; 27 марта 1918
- Горчаков, Пётр Дмитриевич; генерал-майор; № 4301; 19 декабря 1829
- Горшинев, Александр Иванович; штабс-ротмистр; № 6377; 11 декабря 1840
- Горшков, Андрей Давыдович; генерал-майор; 8 октября 1877
- Горшков, Константин Константинович; подполковник; 15 октября 1916
- Горшков, Николай Михайлович; подпоручик; 5 мая 1917
- Горшталь, Егор; подполковник; № 3075; 26 ноября 1816
- Горюшкин, Аполлон Гаврилович; капитан; № 10094; 26 ноября 1857
- Горяинов, Иван Варфоломеевич; майор; № 8079; 26 ноября 1848
- Горячев, Иван Иванович; подполковник; № 5237; 1 декабря 1835
- Горюнихин, Даниил Тимофеевич; капитан; 4 марта 1917
- Горячко, Даниил Даниилович; капитан; № 4288; 20 октября 1829
- Готовицкий, Андрей Николаевич; подполковник; № 1214; 26 ноября 1795
- Готовский, Николай Павлович; полковник; № 6719; 3 декабря 1842
- Готовский, Семён Осипович; генерал-майор; № 3542; 16 декабря 1821
- Готовцев, Александр Кондратьевич; генерал-майор; № 3063; 26 ноября 1816
- Готовцев, Алексей Иванович; подполковник; 27 марта 1918
- Готовцев, Валериан Тимофеевич; поручик; № 2908; 18 марта 1814
- Готовцев, Евграф Тимофеевич; полковник; № 6978; 4 декабря 1843
- Готовцев, Олимпий Тимофеевич; капитан-лейтенант; № 4139; 21 декабря 1827
- Готовцов, Семён Степанович; полковник; № 1773 (759); 26 апреля 1807
- Готшолк, Генрих Эрастович; полковник; № 9072; 26 ноября 1853
- Готштейн, Иван Григорьевич; секунд-майор; № 370; 26 ноября 1782
- Гоувальт, Степан Иванович; капитан; 26 апреля 1915 (посмертно)
- Гоферланд, Ефрем Ефремович; подполковник; № 7617; 1 января 1847
- Гофман; полковник; № 2824; 20 февраля 1814
- Гофман, Дмитрий Антонович; полковник; 7 апреля 1878
- Гофман, Иван Иванович; полковник; № 4398; 25 июня 1830
- Гофман, Карл Логинович; подполковник; № 6272; 11 декабря 1840
- Гофман, Николай Яковлевич; майор; № 3671; 13 февраля 1823
- Гохгаузен, Георг Фёдорович; майор; № 5617; 29 ноября 1837
- Гоц, Владимир Степанович; подполковник; № 9415; 26 ноября 1854
- Гоцул, Георгий Григорьевич; подпоручик; 18 июля 1915
- Гош, Борис Георгиевич; капитан; 29 августа 1916
- Гоштовт, Иван Иванович; подпоручик; 26 августа 1916
- Гоярин, Михаил Герасимович; майор; № 3417; 15 февраля 1819

## Гр
- Граббе, Карл Христофорович; коллежский советник; № 4351; 19 декабря 1829
- Граббе, Михаил Николаевич; генерал-майор; 30 января 1915
- Граббе, Михаил Павлович; генерал-майор; 1877
- Граббе, Павел Христофорович; поручик; 1812 (в списках не значится, но во многих источниках указано, что орден получил лично от императора Александра I)
- Граббе, Пётр Христофорович; генерал-майор; № 5349; 6 декабря 1836
- Граблевский, Семён Андреевич; штабс-капитан; 24 апреля 1915
- Грабленов, Василий Пантелеевич; секунд-майор; № 513; 26 ноября 1787
- Грабовски, Фердинанд фон; майор прусской службы; № 3309; 25 января 1817 (de:Ferdinand von Grabowski)
- Грабовский, Александр Александрович; полковник; № 2458 (1091); 21 ноября 1812 (посмертно)
- Грабовский, Василий Васильевич; капитан; № 5905; 3 декабря 1839
- Грабовский, Иван; подполковник; № 4366; 19 декабря 1829
- Грабовский, Иван Павлович; подполковник; № 10065; 26 ноября 1857
- Грабовский, Павел; полковник; № 277 (230); 26 ноября 1775
- Грабовый, Давид Иванович; штабс-капитан; 6 июля 1915 (посмертно)
- Граве, Алексей Фёдорович де, полковник; № 6242; 11 декабря 1840
- Граве, Владимир Иванович; полковник; № 6736; 3 декабря 1842
- Граве, Владимир Христофорович; генерал-майор; № 8168; 26 ноября 1849
- Граве, Иван Христианович; подполковник; № 1524; 26 ноября 1803
- Граве, Карл Христианович; секунд-майор; № 871; 26 ноября 1791
- Граве, Христиан Христианович; майор; № 1012; 26 ноября 1793
- Граль, Иван Карлович; подполковник; № 10054; 26 ноября 1857
- Грамздорф, Антон Антонович; подполковник; № 1188 (567); 1 января 1795
- Грамматиков, Николай Иванович; подполковник; № 10063; 26 ноября 1857
- Грамотин, Алексей Петрович; капитан; № 5325; 1 декабря 1835
- Грандидьер, Егор Егорович фон; подполковник; № 8940; 1 февраля 1852
- Гранд-Мезон, Пётр Леонидович; прапорщик; 2 апреля 1917
- Гранников, Александр Александрович; полковник; 26 апреля 1915 (посмертно)
- Гранкин, Александр Андреевич; секунд-майор; № 785; 26 ноября 1790
- Гранкин, Дмитрий Андреевич; полковник; № 484; 26 ноября 1787
- Гранкин, Дмитрий Андреевич; полковник; № 9937; 26 ноября 1856
- Грановский, Пётр Иванович; подполковник; № 5808; 1 декабря 1838
- Грановский, Семён Иванович; подполковник; № 6543; 5 декабря 1841
- Грансман, Михаил Александрович; подполковник; 5 мая 1917
- Грансман, Николай Александрович; подполковник; 3 февраля 1915 (посмертно)
- Грассэ, Эме Иванович; су-лейтенант французской службы; 15 ноября 1917
- Гратинский, Андрей Карлович; майор; № 3742; 26 ноября 1823
- Граф, Пётр Фёдорович фон; подполковник; № 427; 26 ноября 1785
- Графен, Карл Фёдорович; секунд-майор; № 921 (495); 28 июня 1792
- Грачёв, Владимир; подпоручик; 21 июня 1915
- Грдина, Аркадий Алексеевич; прапорщик; 25 сентября 1917
- Гребен, Фридрих Вильгельм фон дер[нем.]; майор вестфальской службы; № 3306; 25 января 1817
- Гребен, Виктор Оттонович; подполковник; 27 марта 1917
- Гребёнкин, Андрей Иванович; капитан; № 6887; 3 декабря 1842
- Гребёнкин, Афанасий Давидович; штабс-капитан; № 10235; 25 декабря 1865
- Гребенщиков, Виктор Фёдорович; капитан 2-го ранга; № 8672; 26 ноября 1851
- Гревениц, Владимир Евгеньевич; лейтенант; 27 сентября 1904
- Гревениц, Людвиг-Вильгельм фон; майор вюртембергской службы; № 2998; 24 июня 1815
- Гревенс, Абрам Ильич; статский советник; № 1586; 26 ноября 1804
- Гревенс, Карл Ильич фон; капитан 1-го ранга; № 1398; 26 ноября 1802
- Гревенц, Леопольд Ильич фон; подполковник; № 417; 26 ноября 1785
- Гревс, Алексей Александрович; полковник; № 3924; 26 ноября 1826
- Гревцев, Владимир Георгиевич; прапорщик; 25 марта 1916
- Гревцов; войсковой старшина; № 2722; 20 октября 1813
- Грезо, Пётр Петрович; штабс-капитан; 21 марта 1915
- Грейг, Алексей Самуилович; капитан 1-го ранга; № 1406; 26 ноября 1802
- Грейг, Самуил Самуилович; капитан-лейтенант; № 1538; 26 ноября 1803
- Грейм, Стефан Сигизмундович; штабс-капитан; 16 июня 1917
- Греков, Александр Матвеевич; полковник; № 4806; 25 декабря 1833
- Греков, Александр Петрович; полковник; 18 июля 1916
- Греков, Алексей Степанович; полковник; № 3563; 16 декабря 1821
- Греков, Дмитрий Евдокимович; подполковник; № 942 (516); 26 ноября 1792
- Греков, Иван; подполковник; № 4474; 18 декабря 1830
- Греков, Иван Васильевич; войсковой старшина; № 2609; 11 июля 1813
- Греков, Иван Евдокимович; подполковник; № 819 (432); 25 марта 1791
- Греков, Митрофан Ильич; полковник; 13 июня 1878
- Греков, Пётр Дмитриевич; подполковник; № 10062; 26 ноября 1857
- Греков, Пётр Матвеевич; премьер-майор; № 1198 (628); 26 ноября 1795
- Греков, Степан Евдокимович; генерал-майор; № 2555 (1189); 26 марта 1813
- Греков, Тимофей Дмитриевич; войсковой старшина; № 1793 (779); 5 августа 1807
- Греков, Эраст Петрович; полковник; № 9698; 26 ноября 1855
- Грекулов, Андрей Степанович; подполковник; № 6269; 11 декабря 1840
- Гремов, Иван Васильевич; майор; № 3347; 12 декабря 1817
- Грен, Антон Иванович; капитан-лейтенант; № 3476; 26 ноября 1819
- Грен, Егор Егорович; подполковник; № 5993; 3 декабря 1839
- Гренгаммер, Фёдор Данилович; полковник; № 1651; 5 февраля 1806
- Грессер, Александр Александрович; полковник; № 6726; 3 декабря 1842
- Грессер, Александр Иванович; полковник; № 2091; 26 ноября 1809
- Грессер, Аполлон Карлович; полковник; № 7772; 26 ноября 1847
- Грессер, Пётр Александрович; полковник; № 6406; 5 декабря 1841
- Грехов, Сергей Семёнович; поручик; 31 июля 1917 (посмертно)
- Греч, Павел Иванович; полковник; № 6722; 3 декабря 1842
- Греченевский, Терентий Степанович; подполковник; № 5202; 1 декабря 1835
- Гречин, Павел Фёдорович; майор; № 7646; 1 января 1847
- Гречкин, Илья Георгиевич; войсковой старшина; 6 января 1917
- Грешнев, Иван Матвеевич; штабс-капитан; № 8582; 26 ноября 1850
- Гржегоржевский, Викентий Антонович; полковник; № 4948; 3 декабря 1834
- Гржибовский, Александр Людвигович; капитан; 17 июля 1906
- Грживо-Домбровский, Пётр Станиславович; полковник; 2 июня 1916
- Грибанов, Александр Андреевич; сотник; 17 октября 1915
- Гриббе, Николай Карлович; подполковник; № 5594; 29 ноября 1837
- Грибель, Сергей Фёдорович; подпоручик; 3 ноября 1915 (посмертно)
- Грибовский, Леонард Владиславович; капитан; № 8571; 26 ноября 1850
- Грибовский, Роман Ильич; поручик; 25 февраля 1907
- Грибский, Александр Никитич; подполковник; № 5757; 1 декабря 1838
- Грибский, Афанасий Никитич; подполковник; № 4632; 25 декабря 1831
- Грибский, Иван Никитич; подполковник; № 5177; 1 декабря 1835
- Грибский, Николай Никитич; майор; № 8085; 26 ноября 1848
- Грибский, Степан Никитич; полковник; № 4707; 21 декабря 1832
- Григораш, Матвей Иванович; капитан-лейтенант; № 5492; 6 декабря 1836
- Григораш, Платон Матвеевич; капитан-лейтенант; № 9980; 26 ноября 1856
- Григоревич, Николай Михайлович; подпоручик; 19 декабря 1917
- Григоренко, Аполлон Аполлонович; полковник; 23 ноября 1904
- Григоренко, Иван Васильевич; капитан; № 9239; 26 ноября 1853
- Григоренко, Калиник Васильевич; капитан корпуса флотских штурманов; № 9485; 26 ноября 1854, за «выслугу 25 лет в офицерских чинах»[22]
- Григоренко, Сергей Сергеевич; прапорщик; 30 июня 1917 (посмертно)
- Григоренко, Фаддей Васильевич; капитан; № 8796; 26 ноября 1851
- Григореску, Еремия; генерал-лейтенант румынской службы; января 1917
- Григоров, Алексей Егорович; подполковник; № 766; 26 ноября 1790
- Григоров, Михаил Михайлович; полковник; 5 февраля 1916
- Григорович, Василий Александрович; подпоручик; 14 ноября 1915 (посмертно)
- Григорович, Василий Павлович; подполковник; № 7821; 26 ноября 1847
- Григорович, Виктор Иванович; полковник; 11 сентября 1917
- Григорович, Давид Николаевич; полковник; 26 августа 1916
- Григорович, Еким Дионисиевич; майор; № 4896; 25 декабря 1833
- Григорович, Константин Петрович; подполковник; № 9113; 26 ноября 1853
- Григорович, Пётр Дометьевич; подполковник; 23 мая 1916
- Григоровский, Тарас Михайлович; полковник; № 3401; 15 февраля 1819
- Григорчук, Николай Иванович; подполковник; 15 апреля 1915 (посмертно)
- Григорьев, Александр Георгиевич; штабс-капитан; 26 сентября 1916
- Григорьев, Алексей Николаевич; капитан 2-го ранга; № 5251; 1 декабря 1835
- Григорьев, Алексей Фёдорович; подполковник; 26 августа 1916
- Григорьев, Андрей Андреевич; капитан; № 7337; 17 декабря 1844
- Григорьев, Василий Алексеевич; подполковник; № 8934; 1 февраля 1852
- Григорьев, Василий Григорьевич; подполковник; № 5777; 1 декабря 1838
- Григорьев, Владимир Алексеевич; подпоручик; 11 декабря 1915
- Григорьев, Гавриил Николаевич; подполковник; № 8951; 1 февраля 1852
- Григорьев, Георгий Александрович; сотник; 3 августа 1901
- Григорьев, Дмитрий Васильевич; капитан; № 1162 (592); 1 января 1795
- Григорьев, Дмитрий Евгеньевич; поручик; 4 марта 1917
- Григорьев, Дмитрий Петрович; штабс-капитан; № 9574; 28 декабря 1854
- Григорьев, Иродион Фёдорович; полковник; 29 августа 1916
- Григорьев, Лев Иванович; майор; № 8072; 26 ноября 1848
- Григорьев, Михаил Васильевич; полковник; 30 июня 1917
- Григорьев, Николай; штабс-капитан; 15 марта 1917
- Григорьев, Николай Николаевич; полковник; 9 июня 1917
- Григорьев, Павел Александрович; подпоручик; 3 января 1915
- Григорьев, Пётр Герасимович; подполковник; № 2840; 26 февраля 1814
- Григорьев, Пётр Григорьевич (штабс-капитан); штабс-капитан; № 7359; 17 декабря 1844
- Григорьев, Степан Степанович; подполковник; № 1510; 26 ноября 1803
- Григорьев, Фёдор Николаевич; капитан; 20 мая 1915 (посмертно)
- Григорьев, Фёдор Фёдорович; полковник; 24 апреля 1915
- Григорьев, Яков Васильевич; инженер-капитан; № 4017; 26 ноября 1826
- Грин, Александр Иванович; полковник; № 9939; 26 ноября 1856
- Гринбладт, Густав; майор; № 3224; 26 ноября 1816
- Гринвальд, Родион Егорович; генерал-майор; № 6390; 5 декабря 1841
- Гринев, Афанасий Михайлович; майор; № 5627; 29 ноября 1837
- Гринев, Иван Венедиктович; майор; № 2539 (1172); 3 января 1813
- Гринев, Николай Козьмич; полковник; № 5945; 3 декабря 1839
- Гринев, Сергей Аполлонович; подпоручик; 27 марта 1881
- Гриневич, Аполлон Ермолаевич; капитан; № 8784; 26 ноября 1851
- Гриневич, Кирилл Степанович; капитан; № 6361; 11 декабря 1840
- Гриневский, Василий Фёдорович; капитан-лейтенант; № 8130; 26 ноября 1848
- Гриненталь, Пётр Адольфович фон; подполковник; № 1574; 26 ноября 1804
- Гринфельд, Богуслав Францевич; капитан; № 4409; 6 августа 1830
- Гринцевич, Владимир Владимирович; штабс-капитан; 27 января 1917
- Гринцов, Иван Алексеевич; поручик; 7 февраля 1917
- Гринченко, Пётр Дмитриевич; полковник; 5 февраля 1916
- Гринштейн, Лев; подпоручик; 19 мая 1915
- Гриппенберг, Акатис Фердинандович; полковник; № 8192; 26 ноября 1849
- Гриппенберг, Оскар-Фердинанд Казимирович; капитан; № 10246; 27 июня 1867
- Гриппенберг, Себастьян Николаевич; подполковник; № 8037; 26 ноября 1848
- Грицай, Александр Иванович; подполковник; № 4592; 16 декабря 1831
- Грицай, Никифор Семёнович; подпоручик; 5 мая 1917
- Гриценков (Грищенков); майор; № 2503 (1136); 23 декабря 1812
- Гришин, Василий Алексеевич; прапорщик; 17 октября 1915 (посмертно)
- Гришин, Иван Андреевич; майор; № 6120; 3 декабря 1839
- Гришинский, Алексей Самойлович; генерал-майор; 18 июля 1915
- Гришкевич, Николай Павлович; поручик; 1 марта 1916
- Гришкевич-Трахимовский, Александр Осипович; капитан; № 8112; 26 ноября 1848
- Гришков, Андрей Никитич; майор; № 9814; 26 ноября 1855
- Гришков, Пётр Никифорович; майор; № 6332; 11 декабря 1840
- Грищенко, Антоний Константинович; прапорщик; 9 октября 1917
- Гродеков, Николай Иванович; генерал-майор; 25 января 1881
- Гродецкий, Антон Адамович; подполковник; № 5985; 3 декабря 1839
- Гродецкий, Виктор Адамович; майор; № 6075; 3 декабря 1839
- Гродецкий, Станислав Адамович; полковник; № 6962; 4 декабря 1843
- Гродский, Дмитрий Иванович; полковник; № 9678; 26 ноября 1855
- Грольман, Карл фон; подполковник прусской службы; № 2669; 15 сентября 1813
- Громов, Михаил; поручик; 15 марта 1917
- Громов, Павел Васильевич; капитан; № 3750; 26 ноября 1823
- Гроновский, Иосиф Янович; подпоручик; 10 ноября 1916
- Грослауб, Иван Иванович; подполковник; № 4869; 25 декабря 1833
- Гросман, Евгений Николаевич; подпоручик; 22 декабря 1916 (посмертно)
- Гроссетти, Поль Франсуа; генерал французской службы; 4 мая 1916
- Гроссман, Ричард Робертович; полковник; 19 сентября 1916
- Гроте-де-Буко, Евгений Александрович; подполковник; 9 сентября 1915
- Гротгус, Евгений Васильевич; полковник; № 6467; 5 декабря 1841
- Гротгус, Теодор Теодорович; подполковник; № 9740; 26 ноября 1855
- Гротгус, Яков Васильевич; подполковник; № 2536 (1169); 3 января 1813
- Гротенгельм, Максим Максимович; полковник; № 4432; 18 декабря 1830
- Гротенгельм, Фридрих Евстафьевич; подполковник; № 331; 26 ноября 1781
- Гротенфельд, Адольф Карлович; подполковник; № 7442; 12 января 1846
- Гротенфельт, Иван Адамович (Адольфович?); полковник; № 7756; 26 ноября 1847
- Грудина, Григорий Емельянович; капитан; 20 ноября 1915
- Грудинин, Василий Павлович; подполковник; № 4725; 21 декабря 1832
- Груев, Николай Павлович; штабс-капитан; 4 апреля 1917
- Груза, Анатолий (Францевич?); подпоручик; 25 сентября 1917
- Груза, Николай Францевич; подпоручик; 25 сентября 1917
- Груздев, Геннадий Михайлович; поручик; 24 ноября 1917 (посмертно)
- Грузинов, Афанасий Фёдорович; подъесаул; 6 апреля 1915
- Грузинов, Евграф Евграфович; капитан; 15 апреля 1915
- Грузинов, Пётр Осипович; премьер-майор; 26 ноября 1795 (в 1801 году лишён чинов и всех орденов)
- Грунауэр, Густав-Адольф-Эмиль Евгеньевич; штабс-ротмистр; 13 января 1915 (посмертно)
- Грундэ, Андрей Яковлевич; штабс-ротмистр; 13 января 1915 (по другим данным — 10 июня 1915)
- Грунт, Егор Егорович[23]; полковник; № 8613; 26 ноября 1851
- Грушецкий, Фёдор Александрович; майор; № 7255; 17 декабря 1844
- Грушке, Фёдор Карлович; полковник; № 8896; 1 февраля 1852
- Грущинский, Гелиодор Станиславович; поручик; 3 ноября 1916
- Грызлов, Александр Сергеевич; подпоручик; 25 мая 1916
- Грязнов, Егор Иванович; подполковник; № 5576; 29 ноября 1837
- Грязнов, Николай Павлович; генерал-майор; 4 января 1905
- Грязнов, Семён; штабс-капитан; № 7919; 26 ноября 1847

## Гу
- Губарев, Василий Васильевич; полковник; № 5534; 29 ноября 1837
- Губарев, Василий Николаевич; подпоручик; 18 сентября 1915
- Губарев, Иларион Васильевич; полковник; № 5388; 6 декабря 1836
- Губер, Борис Александрович; поручик; 9 октября 1917
- Губерти, Яков Яковлевич; поручик; № 1785 (771); 22 мая 1807
- Губерт, Николай Егорович; подполковник; № 3720; 26 ноября 1823
- Губин; подполковник; № 2829; 20 февраля 1814
- Губонин, Николай Романович; прапорщик; 8 июля 1915
- Губонин, Пётр Николаевич; мичман; 23 февраля 1904
- Губский, Фёдор Алексеевич; генерал-майор; 31 июля 1877
- Губченко, Николай Филиппович; штабс-капитан; 6 сентября 1917
- Гувениус, Иван Иванович; подполковник; № 5033; 3 декабря 1834
- Гувениус, Николай Максимович; капитан-лейтенант; № 9270; 26 ноября 1853
- Гудима, Алексей Степанович; подполковник; № 8686; 26 ноября 1851
- Гудима, Павел Степанович; капитан-лейтенант; № 8504; 26 ноября 1850
- Гудович, Александр Васильевич; полковник; № 809 (422); 25 марта 1791
- Гудович, Андрей Иванович; полковник; № 2475 (1108); 23 декабря 1812
- Гудович, Василий Иванович; полковник; № 3816; 12 декабря 1824
- Гудович, Михаил Васильевич; генерал-майор; № 4051; 26 ноября 1827
- Гудович, Николай Васильевич; генерал-лейтенант; № 1554; 26 ноября 1804
- Гудхарт, Френсис; лейтенант английской службы; 28 октября 1915
- Гужавин, Иван Маркелович; подпоручик; 25 мая 1917
- Гузевич, Эмилиан Максимович; капитан; № 9021; 1 февраля 1852
- Гулевич; подполковник; № 2501 (1134); 23 декабря 1812
- Гулевич, Андрей Иванович; подполковник; № 6800; 3 декабря 1842
- Гулевич, Арсений Анатольевич; генерал-лейтенант; 27 октября 1914
- Гулевич, Герасим Иванович; подполковник; № 8006; 26 ноября 1848
- Гулевич, Иван Иванович; капитан; № 9007; 1 февраля 1852
- Гулевич, Илья Алексеевич; капитан; № 9326; 17 октября 1854 (посмертно)
- Гулевич, Пётр Иванович; майор; № 7864; 26 ноября 1847
- Гулый-Гуленко, Андрей Алексеевич; подпоручик; 4 марта 1917
- Гульбе, Николай Эмильевич; штабс-капитан; 26 января 1917
- Гульковиус; подполковник; № 2784; 18 января 1814
- Гуляев, Николай Константинович; капитан; 25 мая 1916
- Гуляев, Яков Алексеевич; капитан-лейтенант; № 5872; 1 декабря 1838
- Гуляков, Василий Семёнович; генерал-майор; № 1295; 26 ноября 1802
- Гуляков, Николай Григорьевич; капитан; № 9221; 26 ноября 1853
- Гума, Пётр Викентьевич; штабс-капитан; 13 января 1915
- Гумбург, Леонид Александрович; прапорщик; 24 апреля 1915
- Гумилевский, Николай Иванович; подпоручик; 24 апреля 1915
- Гунаропулло, Афанасий Дмитриевич; капитан; № 5076; 3 декабря 1834
- Гундарев, Фёдор Филиппович; подполковник; 23 апреля 1915
- Гундерштруб, Карл Иванович; полковник; № 3093; 26 ноября 1816
- Гундиус, Вилим Антонович; полковник; № 2446 (1079); 9 ноября 1812
- Гунцадзе, Давид Константинович; генерал-майор; 25 марта 1916
- Гурамов, Иван Захарович; подполковник; № 6499; 5 декабря 1841
- Гурбандт, Фридрих Егорович; полковник; № 5967; 3 декабря 1839
- Гургенидзе, Иван Константинович; штабс-капитан; 29 мая 1915
- Гурдов, Павел Васильевич; капитан; 6 апреля 1915 (посмертно); по другим данным — в ноябре 1914
- Гуржа, Константин Афанасьевич; подполковник; № 6284; 11 декабря 1840
- Гуриели, Степан Христофорович; секунд-майор; № 511; 26 ноября 1787
- Гурин, Аким Михайлович[24]; майор; № 7041; 4 декабря 1843
- Гурих, Андрей; майор; № 1515; 26 ноября 1803
- Гурих, Иван Иванович; подполковник; № 1371; 26 ноября 1802
- Гурко, Василий Иосифович; генерал-лейтенант; 25 октября 1914
- Гурко, Владимир Иосифович; полковник; № 4041; 27 октября 1827
- Гурко, Дмитрий Иосифович; полковник; 19 мая 1915
- Гурко, Иосиф (Осип) Александрович[25]; генерал-майор; № 4045; 26 ноября 1827
- Гурковский, Алексей Павлович; штабс-капитан; 5 октября 1877
- Гуро, Анри Жозеф; генерал французской службы; января 1915
- Гуров, Павел Петрович; штабс-капитан; 14 марта 1917
- Гуровский, Роман Владимирович; поручик; 25 ноября 1916
- Гурский, Георгий Петрович; штабс-ротмистр; 25 марта 1917
- Гурский, Николай Александрович; майор; № 8780; 26 ноября 1851
- Гурский, Онисифор Филиппович; подполковник; № 5240; 1 декабря 1835
- Гурский, Пантелеймон Викентьевич; майор; № 5069; 3 декабря 1834
- Гурский, Семён Васильевич; поручик; 24 апреля 1915
- Гуртих, Владимир Матвеевич; штабс-капитан; 7 января 1916
- Гурчин, Александр Викентьевич; генерал-майор; 1 января 1878
- Гурьев, Александр Дмитриевич; действительный статский советник; № 2760; 18 декабря 1813
- Гурьев, Александр Павлович; подпоручик; 7 января 1916 (посмертно)
- Гурьев, Алексей Иванович; генерал-майор; № 3165; 26 ноября 1816
- Гурьев, Борис Алексеевич; майор; № 6312; 11 декабря 1840
- Гурьев, Николай Николаевич; штабс-капитан; 6 апреля 1915 (посмертно)[26]
- Гурьев, Семён Алексеевич; полковник; № 5551; 29 ноября 1837
- Гурьялов, Иван Степанович; генерал-майор; № 1649; 5 февраля 1806
- Гусак, Григорий Михайлович; прапорщик; 17 августа 1916
- Гусаков, Илья Владимирович; поручик; 1 июня 1915 (посмертно)
- Гусаков, Николай Фёдорович; капитан-лейтенант; № 9535; 6 декабря 1854
- Гусаков, Фёдор Леонтьевич; капитан; № 7109; 4 декабря 1843
- Гусаковский, Владимир Николаевич; капитан; 25 февраля 1907
- Гусаренков, Иона Анисофорович; подпоручик; 26 января 1917 (посмертно)
- Гусаров, Михаил Петрович; поручик; 2 октября 1917
- Гусев, Александр; подпоручик; 27 сентября 1917
- Гусев, Аркадий Яковлевич; полковник; 26 августа 1916
- Гусев, Афанасий Григорьевич; прапорщик; 9 сентября 1915 (посмертно)
- Гусев, Евгений Николаевич; штабс-капитан; 6 апреля 1915
- Гусев, Константин Корнеевич; подпоручик; 20 мая 1915
- Гусев, Леонид Иванович; подпоручик; 11 декабря 1915
- Гусев, Николай; капитан; № 5661; 29 ноября 1837
- Гусев, Николай Викторович; полковник; 18 сентября 1915 (посмертно)
- Гуславский, Пётр Лукич; генерал-майор; 31 марта 1916
- Гусликов, Александр Дмитриевич; капитан-лейтенант; № 6864; 3 декабря 1842
- Густав-Вильгельм Мекленбург-Шверинский; принц; № 2932; 3 августа 1814
- Гуськов, Александр Леонтьевич; штабс-капитан; 28 августа 1917
- Гут, Иван Иванович; капитан; № 6137; 3 декабря 1839
- Гутиев, Александр Дмитриевич; штабс-ротмистр; 3 января 1915
- Гутников, Иван Васильевич; капитан; № 7696; 1 января 1847
- Гутников, Пётр Иванович; майор; № 7654; 1 января 1847
- Гутовский, Иван Францевич; подполковник; № 8221; 26 ноября 1849
- Гутор, Алексей Евгеньевич; генерал-лейтенант; 23 апреля 1915
- Гуторович, Николай Васильевич; подполковник; № 8046; 26 ноября 1848
- Гущин, Семён; майор; № 3120; 26 ноября 1816

## Гю
- Гюллинг, Густав Иванович; подполковник; № 7614; 1 января 1847